# Atractus
Atractus es un género de serpientes de la familia Dipsadidae. Sus especies se distribuyen desde el centro de Panamá hasta el noreste de Argentina; también en Trinidad y Tobago.

## Especies
Se reconocen las siguientes 143 según The Reptile Database:
- Atractus acheronius Passos, Rivas & Barrio-Amorós, 2009.
- Atractus albuquerquei da Cunha & do Nascimento, 1983.
- Atractus alphonsehogei da Cunha & do Nascimento, 1983.
- Atractus altagratiae Passos & Fernandes, 2008.
- Atractus alytogrammus Köhler & Kieckbusch, 2014.
- Atractus andinus Prado, 1944.
- Atractus apophis Passos & Lynch, 2010.
- Atractus arangoi Prado, 1939.
- Atractus atratus Passos & Lynch, 2010.
- Atractus attenuates Myers & Schargel, 2006.
- Atractus avernus Passos, Chiesse, Torres-Carvajal & Savage, 2009.
- Atractus ayeush Esqueda, 2011.
- Atractus badius (Boie, 1827).
- Atractus balzani Boulenger, 1898.
- Atractus biseriatus Prado, 1941.
- Atractus bocki Werner, 1909.
- Atractus bocourti Boulenger, 1894.
- Atractus boettgeri Boulenger, 1896.
- Atractus boulengerii Peracca, 1896.
- Atractus caete Passos, Fernandes, Bérnils & Moura-Leite, 2010.
- Atractus careolepis Köhler & Kieckbusch, 2014.
- Atractus carrioni Parker, 1930.
- Atractus caxiuana da Costa Prudente & Santos-Costa, 2006.
- Atractus charitoae Silva Haad, 2004.
- Atractus chthonius Passos & Lynch, 2010.
- Atractus clarki Dunn & Bailey, 1939.
- Atractus collaris Peracca, 1897.
- Atractus crassicaudatus (Duméril, Bibron & Duméril, 1854).
- Atractus darienensis Myers, 2003.
- Atractus dativus Passos, Meneses-Pelayo, Ramos, Martins, Machado, Lopes, Barrio-Amorós & Lynch, 2024[2]
- Atractus depressiocellus Myers, 2003.
- Atractus duboisi (Boulenger, 1880).
- Atractus dunni Savage, 1955.
- Atractus echidna Passos, Mueses-Cisneros, Lynch & Fernandes, 2009.
- Atractus ecuadorensis Savage, 1955.
- Atractus edioi da Silva, Rodrigues Silva, Ribeiro, Souza & do Amaral Souza, 2005.
- Atractus elaps (Günther, 1858).
- Atractus emigdioi Gonzales-Sponga, 1971.
- Atractus emmeli (Boettger, 1888).
- Atractus eriki Esqueda, La Marca & Bazó, 2007.
- Atractus erythromelas Boulenger, 1903.
- Atractus favae (Filippi, 1840).
- Atractus flammigerus (Boie, 1827).
- Atractus franciscopaivai Silva Haad, 2004.
- Atractus francoi Passos, Fernandes, Bérnils & Moura-Leite, 2010.
- Atractus fuliginosus (Hallowell, 1845).
- Atractus gaigeae Savage, 1955.
- Atractus gigas Myers & Schargel, 2006.
- Atractus guentheri (Wucherer, 1861).
- Atractus heliobelluomini Silva Haad, 2004.
- Atractus hoogmoedi Prudente & Passos, 2010.
- Atractus hostilitractus Myers, 2003.
- Atractus imperfectus Myers, 2003.
- Atractus indistinctus Prado, 1940.
- Atractus insipidus Roze, 1961.
- Atractus iridescens Peracca, 1896.
- Atractus lancinii Roze, 1961.
- Atractus lasallei Amaral, 1931.
- Atractus latifrons (Günther, 1868).
- Atractus lehmanni Boettger, 1898.
- Atractus limitaneus (Amaral, 1935).
- Atractus loveridgei Amaral, 1930.
- Atractus macondo Passos, Lynch & Fernandes, 2009.
- Atractus maculatus (Günther, 1858).
- Atractus major Boulenger, 1894.
- Atractus manizalesensis Prado, 1940.
- Atractus mariselae Lancini, 1969.
- Atractus matthewi Markezich & Barrio-Amorós, 2004.
- Atractus medusa Passos, Mueses-Cisneros, Lynch & Fernandes, 2009.
- Atractus melanogaster Werner, 1916.
- Atractus melas Boulenger, 1908.
- Atractus meridensis Esqueda & La Marca, 2005.
- Atractus micheleae Esqueda & La Marca, 2005.
- Atractus microrhynchus (Cope, 1868).
- Atractus mijaresi Esqueda & La Marca, 2005.
- Atractus modestus Boulenger, 1894.
- Atractus muisca Passos, Meneses-Pelayo, Ramos, Martins, Machado, Lopes, Barrio-Amorós & Lynch, 2024[2]
- Atractus multicinctus (Jan, 1865).
- Atractus multidentatus Passos, Rivas & Barrio-Amorós, 2009.
- Atractus nasutus Passos, Fernandes & Lynch, 2009.
- Atractus natans Hoogmoed & Prudente, 2003.
- Atractus nicefori Amaral, 1930.
- Atractus nigricaudus Schmidt & Walker, 1943.
- Atractus nigriventris Amaral, 1933.
- Atractus obesus Marx, 1960.
- Atractus obtusirostris Werner, 1916.
- Atractus occidentalis Savage, 1955.
- Atractus occipitoalbus (Jan, 1862).
- Atractus ochrosetrus Esqueda & La Marca, 2005.
- Atractus oculotemporalis Amaral, 1932.
- Atractus orcesi Savage, 1955.
- Atractus paisa Passos, Fernandes & Lynch, 2009.
- Atractus pamplonensis Amaral, 1937.
- Atractus pantostictus Fernandes & Puorto, 1993.
- Atractus paraguayensis Werner, 1924.
- Atractus paravertebralis Henle & Ehrl, 1991.
- Atractus paucidens Despax, 1910.
- Atractus pauciscutatus Schmidt & Walker, 1943.
- Atractus paulus Melo-Sampaio & Venegas, 2023.[3]
- Atractus pearti Passos, Meneses-Pelayo, Ramos, Martins, Machado, Lopes, Barrio-Amorós & Lynch, 2024[2]
- Atractus peruvianus (Jan, 1862)
- Atractus poeppigi (Jan, 1862).
- Atractus potschi Fernandes, 1995.
- Atractus punctiventris Amaral, 1933.
- Atractus resplendens Werner, 1901.
- Atractus reticulatus (Boulenger, 1885).
- Atractus riveroi Roze, 1961.
- Atractus ronnie Passos, Fernandes & Borges-Nojosa, 2007.
- Atractus roulei Despax, 1910.
- Atractus sanctaemartae Dunn, 1946.
- Atractus sanguineus Prado, 1944.
- Atractus savagei Salazar-Valenzuela, Torres-Carvajal & Passos, 2014.
- Atractus schach (Boie, 1827).
- Atractus serranus Amaral, 1930.
- Atractus snethlageae da Cunha & do Nascimento, 1983.
- Atractus spinalis Passos, Texeira Jr, Recoder, de Sena, Dal Vechio, de Arruda Pinto, Mendonça, Cassimiro & Rodrigues, 2013.
- Atractus steyermarki Roze, 1958.
- Atractus surucucu Prudente, 2008.
- Atractus taeniatus Griffin, 1916.
- Atractus tamaensis Esqueda & La Marca, 2005.
- Atractus tamessari Kok, 2006.
- Atractus taphorni Schargel & García-Pérez, 2002.
- Atractus thalesdelemai Passos, Fernandes & Zanella, 2005.
- Atractus titanicus Passos, Fernandes & Lynch, 2009.
- Atractus torquatus (Duméril, Bibron & Duméril, 1854).
- Atractus touzeti Schargel, Lamar, Passos, Valencia, Cisneros-Hereda & Campbell, 2013.
- Atractus trihedrurus Amaral, 1926.
- Atractus trilineatus Wagler, 1828.
- Atractus tritono Passos, Meneses-Pelayo, Ramos, Martins, Machado, Lopes, Barrio-Amorós & Lynch, 2024[2]
- Atractus trivittatus Amaral, 1933.
- Atractus turikensis Barros, 2000.
- Atractus typhon Passos, Mueses-Cisneros, Lynch & Fernandes, 2009.
- Atractus univittatus (Jan, 1862).
- Atractus uroborus Passos, Meneses-Pelayo, Ramos, Martins, Machado, Lopes, Barrio-Amorós & Lynch, 2024[2]
- Atractus variegatus Prado, 1942.
- Atractus ventrimaculatus Boulenger, 1905.
- Atractus vertebralis Boulenger, 1904
- Atractus vertebrolineatus Prado, 1941
- Atractus vittatus Boulenger, 1894
- Atractus wagleri Prado, 1945
- Atractus werneri Peracca, 1912
- Atractus zebrinus (Jan, 1862)
- Atractus zidoki Gasc & Rodrigues, 1979